# Haas-effekten
Haas-effekten är för rumsakustiken, och då alldeles särskilt för ljudteknik i rum, av stor betydelse. I Helmut Haas avhandling "Om inflytandet av enkelt eko på hörförståelse av tal" (1951), Acustica 1,sid 49-58, postuleras följande: Det första vid lyssnaren anlända direktljudet är ensamt riktningsbestämmande. Härvid uppstår en endaste ljudhändelse, ljudupplevelse. En reflexion med en löptidsfördröjning på Δt > 2ms ökar ljudhändelsens ljudstyrka, förändrar klangfärgen och höjer intrycket av större rumslig utbredning. Även om den efterföljande signalen (reflexen) har ett upp till 10 dB högre ljudtryck, och inträffar inom en löptidsfördröjning av Δ t < 35 ms, så är det ändå det först anländande ljudet som helt bestämmer den upplevda infallsriktningen.
Trots att Haas använde sig av två högtalare för sina tester, vilka stod i ±45° lyssningsvinkel, så handlar hans arbete inte om dagens användande av stereofoni. Lokaliserandet av fantomljudkällor längs baslinjen mellan högtalarna (som uppstår från löptidsskillnader mellan 0 och 3 millisekunder hos löptidsstereofoni eller ekvivalensstereofoni), -har ingenting med denna Haaseffekt att göra.
Haaseffekten sätts också i samband med andra begrepp:"satsen om först anlända vågfront" el "precedenseffekten" och jämställs ofta med dessa andra begrepp. Se: The "precedence effect"(Wallach et al 1949)-The Haas effect",after Haas(1951) -The "law of the first wavefront"(Blauert 1997)
Lagen om första vågfront
Två likartade signaler, som kommer ifrån olika riktningar (t.ex. direktljud och reflektion) lokaliseras som kommande från den riktning som den först anlända vågfronten har.
Detta sakförhållande benämns "Lagen om första vågfront" eller "precedenseffekten" .Fördröjningen av den andra signalen får inte överskrida ett visst tröskelvärde, ekotröskeln, ty då uppfattar lyssnaren två åtskilda signaler (direktljud och eko).
Ekotröskeln beror av både graden av fördröjning och ljudtrycket hos den andra signalen. Om fördröjningen av den andra signalen är mindre än tre millisekunder så uppstår ett annat fenomen: Summalokalisation i riktningslokaliserandet.
Precedenseffekten visar att hörselsystemet beaktar direktljudet mera vid riktningsbestämningen, än vad det gör den senare ankommande reflexen. Reflexer som anländer (några) få millisekunder efter direktljudet blir därför inte uppfattat som åtskilt från direktljudet. Nyare undersökningar har visat att ökad bekantskap med en reflexionsbehäftad omgivning förstärker precedenseffekten (uppbyggnad av precedenceeffekten), medan tydliga förändringar i ljudmiljön, av ljudscenariot, försvagar precedenseffekten, (sammanbrott av precedenseffekten).
När lyssnaren har vant sig vid den klingande miljön, -det auditiva scenariot, undertrycks reflexer som inte erbjuder någon relevant för lyssnaren. Nya "oväntade" reflexer undertrycks mindre, då de även bär med sig ny information om omgivningen.Ett alternativt sätt att försöka förklara detta, menar att uppbyggandet av precedenseffekten sker selektivt för just dom riktningar,från vilka ljudreflexerna når lyssnaren.
Den rumsliga upplevelsen av ljudkällans lokalisation hänger intimt samman med tidpunkten för ljudsignalens ankomst. Därvidlag används fördröjningar(delay) på 2-30 ms.Blir fördröjningen större än 50 ms, så blir två separata ljudkällor urskiljbara. Vid ljudsättning med PA-anläggningar används för det mesta fördröjningar på 10-30 ms som Haas-effekt.
Haas undersökningar beskriver inte precedenseffekten i sin fulla bredd. Dessa befattar sig huvudsakligen med hur, och under vilka förhållanden ett fördröjt ljud med högre ljudtryck än det ofördröjda ljudet, ändå kommer att uppfattas som kommande från det ofördröjda ljudets riktning. Enbart under dessa randvillkor, där "reflexljudet" är starkare än direktljudet, gäller tidsfördröjningsområdet på 10-30 millisekunder. Denna effekt betecknas i försök med Trading, till skillnad mot användandet vid stereoupptagningar, då begreppet Ekvivalens används.